# El Paujil
El Paujil ist eine Gemeinde (municipio) im Departamento Caquetá in Kolumbien.

## Geographie
El Paujil liegt im Norden von Caquetá, etwa 50 km von Florencia entfernt auf einer Höhe von 470 Metern und hat eine Durchschnittstemperatur von 26 °C. El Paujil liegt am Fuße der Anden am Übergang zum Amazonasgebiet. An die Gemeinde grenzen im Norden Garzón im Departamento del Huila sowie El Doncello, im Osten El Doncello, im Süden La Montañita und Cartagena del Chairá und im Westen La Montañita.

## Bevölkerung
Die Gemeinde El Paujil hat 21.462 Einwohner, von denen 11.415 im städtischen Teil (cabecera municipal) der Gemeinde leben (Stand: 2019).

## Geschichte
Die Region wurde ab etwa 1948 besiedelt, wobei die Besiedlung insbesondere ab etwa 1954 beschleunigt vonstattenging. Die Gründung von El Paujil erfolgte als Konsequenz aus der schnellen Entwicklung von El Doncello nach dessen Gründung. Als Standort wurde ein Punkt auf halbem Weg zwischen El Doncello und La Montañita gewählt. Namensgebend ist ein in der Region vorkommender Vogel, der Pauxi (spanisch Paujil), der zur Familie der Hokkohühner gehört.

## Wirtschaft
Die wichtigsten Wirtschaftszweige von El Paujil sind Landwirtschaft, Tierhaltung sowie Bergbau (Asphalt, Kohle und Stein).

## Verkehr
Es besteht eine Straßenanbindung an Florencia und die Nachbargemeinden.

## Persönlichkeiten
- José Benito Cabrera auch bekannt als Fabián Ramírez (* 1963), ehemaliger ranghoher Kommandant der FARC